# Rafael Cardoso
Rafael Cezar Cardoso, bardziej znany jako Rafael Cardoso (ur. 17 listopada 1985 r w Porto Alegre, w stanie Rio Grande do Sul) – brazylijski aktor telewizyjny i filmowy.

## Życiorys
Urodził się i wychował w Porto Alegre w stanie Rio Grande do Sul. Swoją karierę rozpoczął w telewizji, kiedy wziął udział w programie prezentowanym na specjalnym kanale RBS w Rio Grande do Sul. Jego debiut w telewizji miał miejsce dopiero w 2008 r., gdy zagrał młodego Klausa, znaczącą rolę w fabule telenoweli Rede Globo Czyste piękno (Beleza Pura).
W filmie Od początku do końca (Do Começo ao Fim, 2009) zagrał postać 20-letniego Thomása, który tworzy kazirodczy i gejowski związek ze swoim przyrodnim bratem Francisco (w tej roli João Gabriel Vasconcellos).
W telenoweli Rede Globo Ti Ti Ti (2010) pojawił się jako zły chłopak Jorgito. W 2011 roku zagrał po raz pierwszy protagonistę Rodrigo Macedo w telenoweli Rede Globo A Vida da Gente (Życie ludzi).
Żonaty z Marianą Bridi Spinello, córką pary dziennikarzy - Sônii Bridi i Paulo Bormanna Zero. Mają córkę Aurorę (ur. 1 października w 2014).

## Wybrana filmografia

### TV
- 2007: Pé na Porta jako Rafael
- 2008: Beleza Pura jako Klaus Amarante
- 2009: Cinquentinha jako Eduardo
- 2010: Ti Ti Ti jako Jorgito Bianchi
- 2011: A Vida da Gente jako Rodrigo Macedo
- 2010: Vídeo de treinamento Censo 2010 IBGE José da Silva jako José da Silva
- 2012: Lado a Lado jako Alberto Camargo Assunção Filho (Albertinho)
- 2013: Joia Rara jako Viktor Hauser
- 2013: Pasja (Paixão de Cristo (Floriano-PI)) jako Herod III

### filmy fabularne
- 2009: Od początku do końca (Do Começo ao Fim) jako Thomás